# Ministère de l'Éducation (Suède)
Pour les articles homonymes, voir Ministère de l'Éducation.
Le ministère de l'Éducation (Utbildningsdepartementet) est un ministère du gouvernement suédois. À sa tête se trouve le ministre de l'Éducation (utbildningsminister).

## Liste des ministres

### Ministres des Affaires ecclésiastiques (1840-1968)
- 1840-1842 : Albrecht Elof Ihre
- 1840-1842 : Samuel Grubbe (intérim)
- 1842-1844 : Christopher Isac Heurlin
- 1844-1848 : Fredrik Otto Silfverstolpe
- 1848-1852 : Paulus Genberg
- 1852-1855 : Henrik Reuterdahl
- 1855-1859 : Lars Anton Anjou
- 1859-1860 : Henning Hamilton
- 1860-1863 : Carl Johan Thyselius
- 1863-1870 : Fredrik Ferdinand Carlson
- 1870-1875 : Gunnar Wennerberg
- 1875-1878 : Fredrik Ferdinand Carlson
- 1878-1880 : Carl Gustaf Malmström
- 1880-1888 : Carl Hammarskjöld
- 1888-1891 : Gunnar Wennerberg
- 1891-1898 : Gustaf Gilljam
- 1898-1902 : Nils Claëson
- 1902-1905 : Carl von Friesen
- 1905 : Karl Husberg
- 1905 : Hjalmar Hammarskjöld
- 1905-1906 : Fridtjuv Berg
- 1906-1909 : Hugo Hammarskjöld
- 1909-1911 : Elof Lindström
- 1911-1914 : Fridtjuv Berg
- 1914-1917 : Karl Gustaf Westman
- 1917 : Alexis Hammarström
- 1917-1919 : Värner Rydén
- 1919-1920 : Olof Olsson
- 1920-1921 : Bengt J:son Bergqvist
- 1921-1923 : Olof Olsson
- 1923-1924 : Samuel Clason
- 1924-1926 : Olof Olsson
- 1926-1928 : John Almkvist
- 1928-1930 : Claes Lindskog
- 1930-1932 : Sam. Stadener
- 1932-1936 : Arthur Engberg
- 1936 : Tor Andræ
- 1936-1939 : Arthur Engberg
- 1939-1944 : Gösta Bagge
- 1944-1945 : Georg Andrén
- 1945-1946 : Tage Erlander
- 1946-1951 : Josef Weijne
- 1951 : Hildur Nygren
- 1951-1957 : Ivar Persson
- 1957-1967 : Ragnar Edenman
- 1967 : Olof Palme

### Ministres de l'Éducation (depuis 1968)
- 1968-1969 : Olof Palme
- 1969-1973 : Ingvar Carlsson
- 1973-1976 : Bertil Zachrisson
- 1976-1982 : Jan-Erik Wikström
- 1982-1985 : Lena Hjelm-Wallén
- 1985-1989 : Lennart Bodström
- 1989-1991 : Bengt Göransson
- 1991-1994 : Per Unckel
- 1994-1998 : Carl Tham
- 1998-2004 : Thomas Östros
- 2004-2006 : Leif Pagrotsky
- 2006-2007 : Lars Leijonborg
- 2007-2014 : Jan Björklund
- 2014-2019 : Gustav Fridolin
- 2019-2022 : Anna Ekström
- depuis 2022 : Mats Persson